# 金山温泉 (台湾)
金山温泉（かなやま-おんせん）は台湾新北市金山区および境界を接する万里区の下万里（大鵬村-万里加投社区）にある著名な温泉。太平洋に臨み、大屯火山群の火成岩温泉に属す。

## アクセス
- 縦貫線基隆駅より淡水行きに乗り、金山下車。所要30分。
- 台北捷運淡水線淡水駅より基隆行きに乗り、金山下車。所要60分。
- 台北駅付近より国光客運バス、基隆行きに乗り、金山青年活動センター下車。所要75分。

## 泉質
中性炭酸泉、酸性硫黄泉、アルカリ性硫黄泉。湯の花は全ての泉質にでき、海に面した源泉は塩分を含む。泉温は45～50℃、源泉出口では90℃に達する。

## 温泉街
陽明山の東側に位置する。「廣安宮」を中心として門前町として賑わう金山郷・金包里老街および、太平洋に面したところ、および下万里におおまかに分かれている。

## 歴史
日治時代に開発された。